# شتاینباخ (آیشسفلد)
شتاینباخ (به آلمانی: Steinbach) یک شهرداری در آلمان است که در آیشسفلد (ناحیه) واقع شده است. شتاینباخ ۵۸۰ نفر جمعیت دارد.